# Vernon Wells (beisbolista)
Vernon M. Wells (Shreveport, Luisiana, 8 de diciembre de 1978), más conocido como Vernon Wells, es un exjugador profesional estadounidense de béisbol que se desempeñó en la posición de jardinero central en las Grandes Ligas de Béisbol (MLB). Logró obtener tres Guantes de Oro.

## Carrera
Wells jugó como profesional doce temporadas en Toronto Blue Jays (1999-2010), después pasó a Los Angeles Angels (2011-2012), luego a New York Yankees, donde jugó una temporada (2013), y fue el equipo en el que se retiró.

## Premios
Fue galardonado con el Guante de Oro en tres oportunidades (2004, 2005 y 2006).